# Anomalia termiczna
Anomalia termiczna (lub anomalia temperatury) – w meteorologii i oceanologii to odchylenie temperatury od  średniej czasowej lub przestrzennej. Ta różnica (odchylenie) może być obliczona dla konkretnego punktu, regionu, a nawet globu. Może być obliczana zarówno dla atmosfery jak gruntu lub wody na powierzchni Ziemi (w szczególności oceanu) na dowolnych głębokościach / wysokościach. Informacja o wartości anomalii powinna być uzupełniona informacją względem średniej jakiego okresu lub obszaru została obliczona.

## Zastosowanie w klimatologii

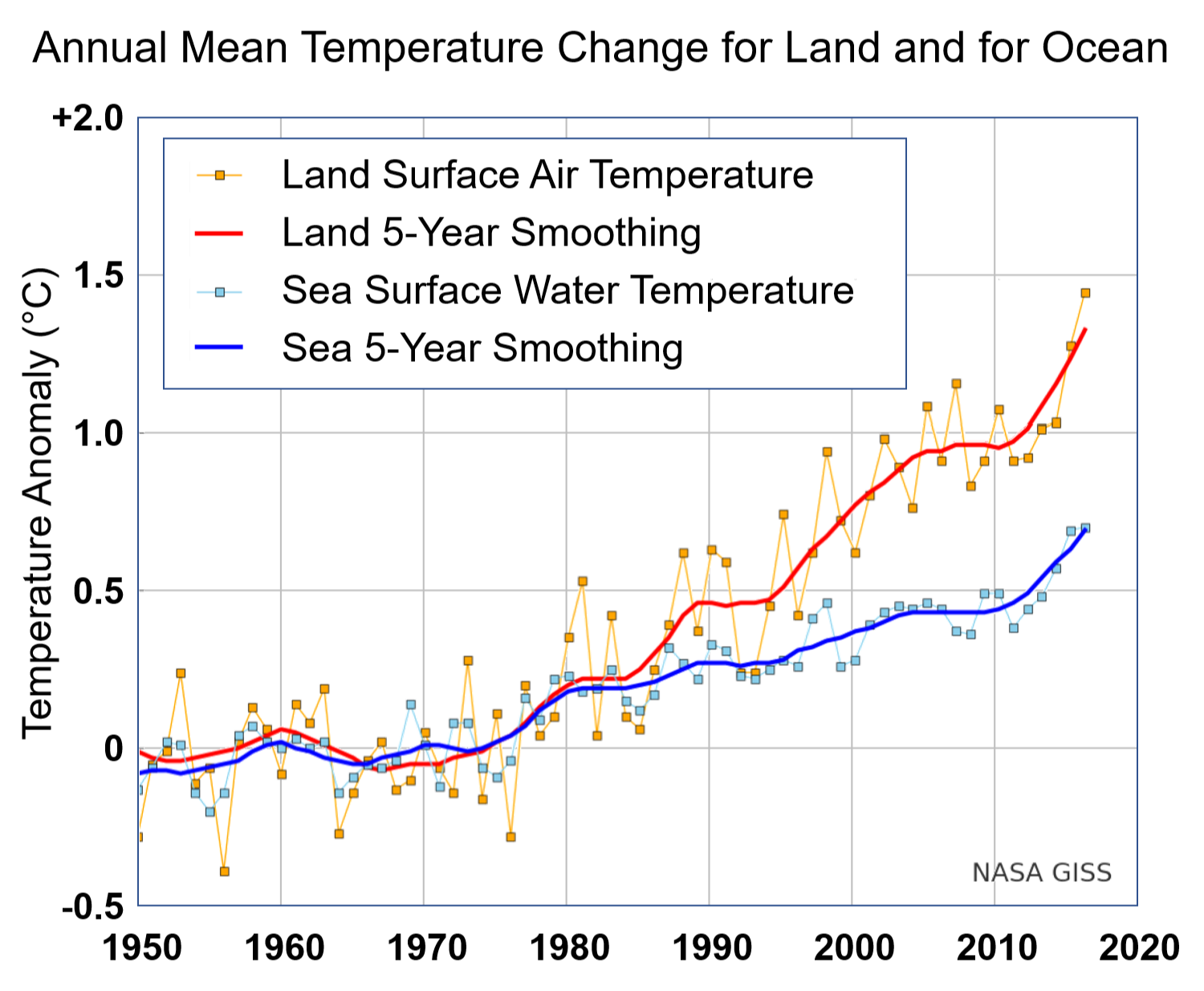
Średnie roczne anomalie temperatury nad powierzchnią lądów (żółta i czerwona linia) oraz temperatury powierzchni morza (niebieskie linie) według zespołu NASA GISS. Linie grubsze przedstawiają dane wygładzone. Zastosowany okres referencyjny to 1951-1980.

W klimatologii anomalię temperatury podaje się najczęściej dla konkretnej lokalizacji (punktu, obszaru, całego globu) w odniesieniu do średniej z wybranego okresu (nazywanego okresem odniesienia, bazowym lub referencyjnym) na ogół liczącego trzydzieści lat. 
Nie ma jednolitej konwencji doboru okresu referencyjnego. Może on wynikać z dostępności danych pomiarowych lub chęci porównania warunków panujących w dwóch wybranych okresach. Przykładowo w I raporcie podsumowującym IPCC stosowano okres referencyjny 1951-1980, w drugim, trzecim, czwartym i piątym 1961-1990, a w Biuletynie Monitoringu Klimatu Polski wydawanym w latach 2010-2017 przez IMGW PIB używano okresu bazowego 1971-2000.

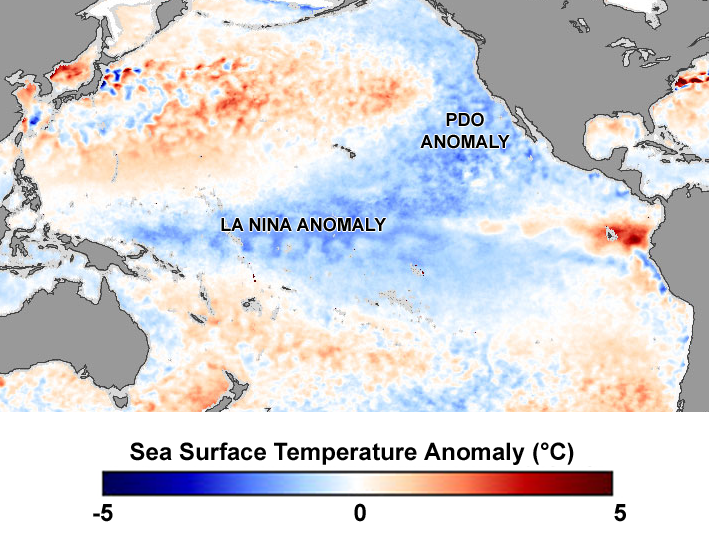
Średnia anomalia temperatury powierzchni oceanu w dniach 14-21 kwietnia 2008 Zastosowano okres odniesienia 1985–1997 (związany z dostępnością danych satelitarnych). Na mapie zidentyfikowano obszary ujemnej anomalii związanej ze zjawiskami La Niña oraz chłodną fazą PDO.